# Вулиця Абдалієва (Мелітополь)
Вулиця Абдалієва — вулиця у місті Мелітополь. З'єднує проспект Богдана Хмельницького з вулицею Івана Богуна. Забудована приватними будинками.

## Назва
Вулиця названа на честь Героя Радянського Союзу Каракози Абдалієва, який загинув у Німецько-Радянській війні, звільняючи Мелітополь від німецької окупації.

## Історія
Вулиця вперше згадується 24 березня 1950 року як Ново-Прорізна (або Новопрорізана).
15 квітня 1965 року перейменована на вулицю Абдалієва.